# Designgeschichte
Designgeschichte (auch Designgeschichtsforschung, Design Studies) ist eine wissenschaftliche Disziplin, welche die Entwicklung von Design empirisch und theoretisch erforscht, kritisch darstellt und vermittelt.

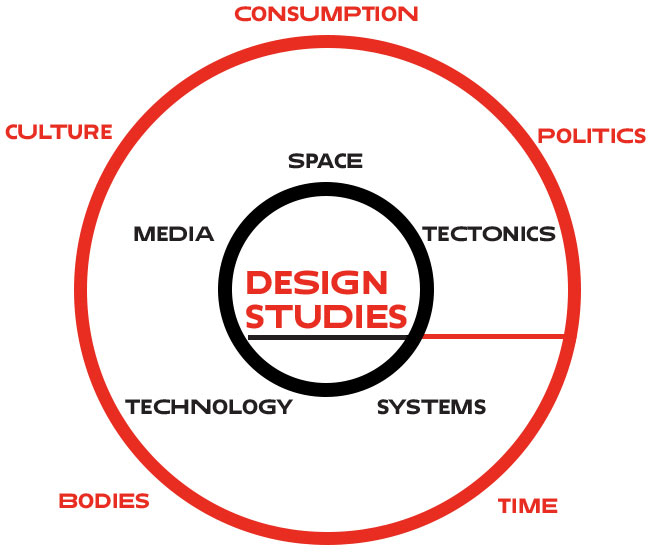
Matrix Designgeschichte

Schwerpunkte des Faches sind Produkte, Systeme, Praktiken, Institutionen und Prozesse des Design sowie Designer, Designausbildung und Designtheorie. Diese Themen werden nicht isoliert behandelt, sondern jeweils im Kontext soziologischer, wirtschaftlicher, ökologischer, technologischer, psychologischer und kultureller Veränderungen interdisziplinär untersucht. Die Rekonstruktion designgeschichtlicher Fakten, Verknüpfungen und Hintergründe bedarf der theoretischen Fundierung und einer differenzierten methodischen Grundlage.

## Die Anfänge der Designgeschichte
Im Unterschied zur Kunst- und Architekturgeschichte ist Designgeschichte eine vergleichsweise junge Disziplin. Als Vorläufer wird vor allem das Buch Wegbereiter moderner Formgebung. Von Morris bis Gropius (Pioneers of Modernism 1936, dt.1957) des Kunsthistorikers Nikolaus Pevsner angesehen, das auf die Wurzeln des Faches in der deutschen Kunst- und Architekturgeschichte verweist. Auch die Werke des Schweizer Architekturhistorikers Sigfried Giedion gelten als Vorläufer der Designgeschichte.
Die Industrialisierung, also die Umstellung von handwerklicher auf die arbeitsteilige maschinelle Produktion in Fabriken im 19. Jahrhundert, die eine Trennung von Entwurf und Ausführung beinhaltet, wird meist als Beginn für eine Geschichte des Designs angesehen. Die ältere Disziplin Angewandte Kunst ist demgegenüber primär auf individuell handwerklich hergestellte Gebrauchsgegenstände des Alltags mit ästhetischem Anspruch ausgerichtet.
Die Entwicklung und Institutionalisierung des Fachgebiets Designgeschichte, die Geschichtsschreibung und die Musealisierung von Design (siehe: Designmuseum) sind je nach Land bzw. Region unterschiedlich verlaufen.

### Großbritannien und USA
Am weitesten fortgeschritten ist Designgeschichte als wissenschaftliche Disziplin in Großbritannien, wo es seit den 1970er Jahren eine Design History Society, Lehrstühle für Designgeschichte und eine Vielzahl an Publikationen von Designhistorikern gibt.
In den USA bietet seit 1984 das von The MIT Press gegründete Fachjournal Design Issues neben Beiträgen zur Theorie und Kritik des Design ein Forum für designhistorische Beiträge und Untersuchungen.

### Deutschland
Im Februar 2008 wurde die Gesellschaft für Designgeschichte (GfDg) in Weimar gegründet. Sie versteht sich als offenes Forum und verfolgt das Ziel, die öffentliche Auseinandersetzung mit der Geschichte des Designs zu intensivieren. Darüber hinaus will die GfDg ein eigenständiges wissenschaftliches Profil für die Designgeschichte mit entwickeln und zur akademischen Etablierung des Faches beitragen. 2018 wurde eine Schriftenreihe begründet, in der jährlich die auf den Jahrestagungen vorgestellten Forschungsergebnisse veröffentlicht werden.

### Österreich
Im Frühjahr 2008 wurde das Institute for Design Research Vienna (IDRV) unter anderem mit dem Ziel gegründet zur designgeschichtlichen Forschung beizutragen.
An der Universität für angewandte Kunst Wien gibt es eine Abteilung Design History and Theory, in der Designgeschichte erforscht und gelehrt wird.

### Schweiz
Im September 2019 wurde in Zürich das Netzwerk Designgeschichte Schweiz (NDG) gegründet. Ziel des Vereins ist es, die Wahrnehmung, Erforschung und Vermittlung der Designgeschichte in der Schweiz zu fördern.

## Gegenstand der Designgeschichte
Die Wurzeln der Designgeschichte in der Kunst- und Architekturgeschichte hatten zunächst nahegelegt, dass einzelne Designer und deren Designobjekte in den Mittelpunkt von Designgeschichte gestellt und als maßgeblich für die Gestaltung in der Moderne präsentiert wurden. Der durch Institutionalisierung und Professionalisierung der Designpraxis zunehmend breitere wirtschaftliche, technologische und kulturelle Einfluss von Design in industriellen und postindustriellen kapitalistischen Gesellschaften hat zu einem kulturwissenschaftlich erweiterten Designbegriff und in Folge zu einem erweiterten und differenzierteren Verständnis von Design und Designgeschichte geführt.
Vier breite Untersuchungsfelder stehen im Zentrum von Design und Designgeschichte:
- Entwurf und Konstruktion materieller Artefakte in beliebigem Maßstab (Produktdesign, Cradle to Cradle, Interior Design, Urban Design, Do it yourself[21])
- Fragen der Kommunikation und der Vermittlung von Informationen durch Bilder und Symbole (Grafikdesign, Informationsdesign, Informationsarchitektur, Webdesign, Digital Signage, Digital Design)
- Planung und Implementierung von Systemen, Interaktionen, Prozessen und Dienstleistungen (Interaction Design, Service Design, Game Design, System Design, Systems Engineering, Strategisches Design)
- Fragen der Organisation und Demokratisierung der globalen menschlichen Gesellschaft und Kultur vor dem Hintergrund komplexer planetarischer Probleme und Grenzen (Ecodesign, Social Engineering, Social Design, Critical Design, Spekulatives Design[22]).

Gegenstand von Designgeschichte sind damit sämtliche vom Menschen geplanten und geschaffenen „Künstlichen Welten“ im Sinne von Herbert A. Simon sowie die Auseinandersetzung mit den damit verbundenen „wicked problems“ im Sinne von Horst W.J.Rittel und Melvin M. Webber. Neben funktionalen und ästhetischen Aspekten untersucht die Designgeschichte dabei nicht zuletzt auch ethische und politische Fragen im Kontext von Designprozessen.
In einem engen Zusammenhang mit Designgeschichte steht die Designkritik als kritische Auseinandersetzung mit Design (siehe auch Architekturkritik).
Die komplexen interdisziplinären Zusammenhänge, in die Design und gesellschaftliche Gestaltungsprozesse eingebettet sind, haben zur Folge, dass Designgeschichte als Kulturgeschichte vielfältige Berührungspunkte mit anderen Disziplinen, insbesondere Unternehmensgeschichte, Alltagsgeschichte, Zeitgeschichte und Technikgeschichte aufweist. Darüber hinaus gewinnen in einem globalen Kontext zunehmend auch juristische Fragen an Gewicht. Designgeschichte hat sich von einem relativ marginalen Fach im Rahmen der Designausbildung zu einer eigenständigen Disziplin entwickelt, die in der Lage ist, anspruchsvolle Darstellungen und Analysen des Zusammenspiels sozialer, kultureller, politischer und wirtschaftlicher Kräfte im Kontext von Design hervorzubringen.
Anfang der 1990er Jahre kritisierte der Designhistoriker Philip Pacey die starke Fokussierung der Designgeschichte auf professionelle Designer und forderte eine breitere Perspektive, die auch nichtprofessionelle, alltägliche Designpraktiken sichtbar macht und würdigt. Er argumentiert, dass „alle Menschen Designer sind“ – und dass die Professionalisierung des Designs oft zur Marginalisierung kollektiver, kultureller und individueller Gestaltung geführt hat.

## Ansätze und Methoden der Designgeschichte
In designgeschichtlichen Texten und Untersuchungen kommen vielfältige Ansätze und Methoden zur Anwendung. Der englische Designhistoriker John A. Walker nennt 1989 folgende Aspekte:
- die thematische Fokussierung auf bestimmte Objektkategorien (z. B. Möbel, Kleidung, Waffensysteme), Materialien und Techniken
- die Unterscheidung zwischen detaillierten wissenschaftlichen Untersuchungen und populären Darstellungen
- die politische Ausrichtung, auf die sich der Text bezieht: z. B. marxistischer oder feministischer Ansatz
- die philosophischen Voraussetzungen, die dem Text zugrunde liegen: z. B. idealistische oder materialistische Ansätze
- die vorherrschende Untersuchungsmethode: z. B. strukturalistisch, semiologisch oder typologisch
- die verwendete Ausrichtung der Geschichtsschreibung: z. B. sozialgeschichtlich oder ideengeschichtlich
- der Zeitraum oder Ort der Darstellung: z. B. skandinavisches Design der 1950er Jahre
- die herangezogenen außerfachlichen Disziplinen: z. B. Soziologie, Anthropologie oder Psychologie.

Um die Zusammenhänge der Vielzahl von Einzelstudien im Bereich Design besser erfassen und systematischer darstellen zu können, schlägt Walker ein allgemeines Modell der Produktion, Distribution und Konsumtion von Design vor, welches später von Grace Lees-Maffei zu einem neuen Paradigma für die Designgeschichte erweitert wurde.
2010 postulierte der norwegische Designhistoriker Kjetil Fallan, dass Designgeschichte nicht mehr in erster Linie eine Geschichte von Objekten und ihrer Gestalter ist, sondern sich immer mehr zu einer Geschichte der Übersetzungen, Transkriptionen, Transaktionen, Transpositionen und Transformationen entwickelt, welche die Beziehungen zwischen Dingen, Menschen und Ideen ausmachen. Fallan sieht in Technikgeschichte, Techniksoziologie sowie der Akteur-Netzwerk-Theorie und der Skriptanalyse ein hilfreiches methodisches Repertoire und einen geeigneten Rahmen zur Weiterentwicklung von Designgeschichte.
Fundamental für die designhistorische Forschung sind dabei Quellenbestände aus öffentlichen und privaten Archiven (z. B. Museen, Hochschul-, Wirtschafts-, Unternehmens- und Patentarchive), die die Entstehungsgeschichte und den Kontext der gestalteten Artefakte (z. B. Objekte oder Grafiken) rekonstruieren lassen. Die Erschließung derartiger Quellenbestände steckt aber zumindest im DACH-Raum noch in den Kinderschuhen, was ihre Auffindbarkeit erschwert. Nationale Designarchive, wie die University of Brighton Design Archives in Großbritannien, gibt es hier nicht.